# Enginyeria assistida per ordinador
Enginyeria assistida per ordinador (CAE, de l'anglès Computer Aided Engineering) és el conjunt de programes informàtics que permeten analitzar i simular els dissenys d'enginyeria realitzats amb l'ordinador, o creats d'una altra forma i introduïts a l'ordinador, per valorar les seves característiques, propietats, viabilitat i rendibilitat. La seva finalitat és optimitzar el seu desenvolupament i costos de fabricació i reduir al màxim les proves per obtenir el producte desitjat.
La majoria es presenten com mòduls o extensions d'aplicacions CAD, que incorporen:
- Anàlisi cinemàtica.
- Anàlisi d'elements finits (FEM, Finite Elements Method).
- Aplicacions de control numèric (CNC, Computered Numeric Control).
- Exportació de fitxers "STL" (Estereo-litografia) per màquines de prototipat ràpid.